# Emma Rose Fenceroy
Emma Rose Fenceroy (* 1. Mai 1944 in Rayville, Louisiana; † 2. Dezember 2003 in Tallahassee, Florida) war eine amerikanische Mathematikerin und Hochschullehrerin. Sie war Professorin an der Florida Agricultural and Mechanical University (FAMU).

## Leben und Werk
Fenceroy studierte nach ihrer Schulausbildung an der Grambling State University in Grambling, Louisiana. Hier erwarb sie mit Auszeichnung den Bachelor-Abschluss in Mathematik. Danach studierte sie Biologie und erhielt den Master-Abschluss in Biologie an der Ball State University in Indiana. Anschließend studierte sie an der Texas State University und erhielt den Master-Abschluss in Mathematik. Später schrieb sie sich in das Graduiertenkolleg der University of Alabama für ein United States Title III National Faculty Fellowship ein. Sie promovierte 1979 an der University of Alabama bei Alan Hopenwasser in Mathematik mit der Dissertation Functional Representations of Reflexive Operator Algebras.

## Mitgliedschaften
Sie war Mitglied verschiedener Ehrengesellschaften: Alpha Kappa Mu National Honor Society, Beta Kappa Chi National Scientific Honor Society und Phi Beta Kappa. Außerdem war sie Mitglied der Zeta Phi Beta Sorority. 

## Auszeichnungen
Als Mitglied der Fakultät für Mathematik der Florida Agricultural and Mechanical University gewann sie mehrere Auszeichnungen als Lehrerin des Jahres. Sie lehrte als Professorin und ist insbesondere im Bereich Mathematik bekannt für den Erfolg des University College Level Academic Skills Program (CLASP) der Florida Agricultural and Mechanical University. Während ihrer 25-jährigen Tätigkeit an der FAMU arbeitete sie unter anderem auch als Vorsitzende des College of Arts & Sciences.
Sie war die neunzehnte Afroamerikanerin, die in Mathematik promovierte.